# Liste der Kulturdenkmäler in Betziesdorf
Die folgende Liste enthält die in der Denkmaltopographie ausgewiesenen Kulturdenkmäler auf dem Gebiet des Ortsteils Betziesdorf der  Stadt Kirchhain, Landkreis Marburg-Biedenkopf, Hessen.
Hinweis: Die Reihenfolge der Denkmäler in dieser Liste orientiert sich an der Anschrift, alternativ ist sie auch nach der Bezeichnung oder der Bauzeit sortierbar.
Kulturdenkmäler werden fortlaufend im Denkmalverzeichnis des Landes Hessen durch das Landesamt für Denkmalpflege Hessen auf Basis des Hessischen Denkmalschutzgesetzes (HDSchG) geführt. Die Schutzwürdigkeit eines Kulturdenkmals hängt nicht von der Eintragung in das Denkmalverzeichnis des Landes Hessen oder der Veröffentlichung in der Denkmaltopographie ab.

Das Vorhandensein oder Fehlen eines Objekts in dieser Liste ist keine rechtsverbindliche Auskunft darüber, ob es Kulturdenkmal ist oder nicht: Diese Liste entspricht möglicherweise nicht dem aktuellen Stand der offiziellen Denkmaltopographie. Diese ist für Hessen in den entsprechenden Bänden der Denkmaltopographie Bundesrepublik Deutschland und im Internet unter DenkXweb – Kulturdenkmäler in Hessen einsehbar. Auch diese Quellen sind, obwohl sie durch das Landesamt für Denkmalpflege Hessen aktualisiert werden, nicht immer aktuell, da es im Denkmalbestand immer wieder Änderungen gibt.
Eine verbindliche Auskunft erteilt allein das Landesamt für Denkmalpflege Hessen.
Nutze diese Kartenansicht, um Koordinaten in der Liste zu setzen. In dieser Kartenansicht sind Kulturdenkmale ohne Koordinaten mit einem roten bzw. orangen Marker dargestellt und können in der Karte gesetzt werden. Kulturdenkmale ohne Bild sind mit einem blauen bzw. roten Marker gekennzeichnet, Kulturdenkmale mit Bild mit einem grünen bzw. orangen Marker.
| Bild                                                                  | Bezeichnung                        | Lage                                                                 | Beschreibung | Bauzeit           | Daten |
| --------------------------------------------------------------------- | ---------------------------------- | -------------------------------------------------------------------- | --- | ----------------- | ----- |
| weitere Bilder                                                        | Backhaus                           | Betziesdorf, An der Kirchhofmauer LageFlur: 11, Flurstück: 135/13    | | 1829              |       |
| weitere Bilder                                                        | Evangelische Pfarrkirche           | Betziesdorf, An der Kirchhofmauer LageFlur: 11, Flurstück: 99/1      | Doppelwappenstein der Vorgängerkirche (1516) an der Ostseite. Im Inneren finden sich Taufbecken mit Rundbogenfries (1489) ein Opferstock (1523) sowie das dörfliche Kruzifix des 15. Jhs. Kirchhof mit barocken Grabsteinen des 18. Jhs., eine Grabpyramide von 1800 und ein Kriegerehrenmal des Ersten Weltkrieges. | 1789              |       |
| weitere Bilder                                                        | Vierseithof                        | Betziesdorf, An der Kirchhofmauer 5 LageFlur: 11, Flurstück: 205/104 | mit Wirtschaftsgebäude von 1864 | 1875              |       |
| An der Kirchhofmauer 7                                                | Großer Dreiseithof                 | Betziesdorf, An der Kirchhofmauer 7 LageFlur: 11, Flurstück: 120/1   | | 1870 (um)         |       |
| weitere Bilder                                                        | Fachwerkhaus                       | Betziesdorf, An der Kirchhofmauer 8 LageFlur: 11, Flurstück: 193/12  | ursprünglich als Schulhaus errichtet | 1746              |       |
| weitere Bilder                                                        | Zweigeschossiges Wohnstallhaus     | Betziesdorf, Auf der Pitze 1 LageFlur: 11, Flurstück: 187/60         | | 1750–1799 (ca.)   |       |
| Transformatorenhaus · Eingang, Transformatorenhaus                    | Transformatorenhaus                | Betziesdorf, Friedhofsweg (o.Nr.) LageFlur: 11, Flurstück: 131/1     | | 1900–1933 (ca.)   |       |
| Friedhofsweg 2                                                        | Wohnhaus                           | Betziesdorf, Friedhofsweg 2 LageFlur: 11, Flurstück: 253/54          | | 1910 (ca.)        |       |
| Im Lorenz 3                                                           | Dreiseithof mit Wirtschaftsgebäude | Betziesdorf, Im Lorenz 3 LageFlur: 10, Flurstück: 106/26             | Wohnhaus aus den 1930ern | 1880–1899 (ca.)   |       |
| Wohnhaus, Im Wiesenhof 2 · Scheune, Im Wiesenhof 2                    | Dreiseithof                        | Betziesdorf, Im Wiesenhof 2 LageFlur: 11, Flurstück: 126/5           | Wohnhaus von 1878, Scheune mit Taubenhaus von 1833 | 1833–1878         |       |
| Dreiseithof, Kastanienstraße 1                                        | Dreiseithof                        | Betziesdorf, Kastanienstraße 1 LageFlur: 11, Flurstück: 11           | | 1799 (und später) |       |
| Kastanienstraße 4                                                     | Wohnhaus                           | Betziesdorf, Kastanienstraße 4 LageFlur: 11, Flurstück: 15/5         | | 1700–1749 (ca.)   |       |
| Ehemaliges Pfarrhaus, Kastanienstraße 6                               | Ehemaliges Pfarrhaus               | Betziesdorf, Kastanienstraße 6 LageFlur: 11, Flurstück: 97/2         | | 1860 (nach)       |       |
| Lahnstraße 2                                                          | Wohnhaus                           | Betziesdorf, Lahnstraße 2 LageFlur: 5, Flurstück: 16                 | | 1900–1920 (ca.)   |       |
| Bild gesucht BW                                                       | Scheune                            | Betziesdorf, Lahnstraße 4 LageFlur: 11, Flurstück: 112               | | 1850–1899 (ca.)   |       |
| Lahnstraße 6                                                          | Einhaus                            | Betziesdorf, Lahnstraße 6 LageFlur: 11, Flurstück: 108/4             | Linker Anbau aus dem frühen 19. Jh. | 1769 (ab)         |       |
| Grundschule, Lahnstraße 7                                             | Grundschule                        | Betziesdorf, Lahnstraße 7 LageFlur: 6, Flurstück: 75/1               | | 1845              |       |
| Lahnstraße 15                                                         | Wohnhaus                           | Betziesdorf, Lahnstraße 15 LageFlur: 10, Flurstück: 164/83           | | 1937              |       |
| Ehemaliges jüdisches Wohnhaus, Plomeliner Straße 6                    | Hofanlage                          | Betziesdorf, Plomeliner Straße 6 LageFlur: 11, Flurstück: 171/96     | Ehemaliges jüdisches Wohnhaus der Hofanlage | 1800–1899 (ca.)   |       |
| Wohnhaus, Plomeliner Straße 8 · Wirtschaftstrakt, Plomeliner Straße 8 | Dreiseithof                        | Betziesdorf, Plomeliner Straße 8 LageFlur: 11, Flurstück: 32/1       | | 1826 (ab)         |       |
| Plomeliner Straße 10                                                  | Wohnstallhaus                      | Betziesdorf, Plomeliner Straße 10 LageFlur: 11, Flurstück: 35/1      | | 1700–1749 (ca.)   |       |
| Zum Hornbühl 1                                                        | Scheune                            | Betziesdorf, Zum Hornbühl 1 LageFlur: 11, Flurstück: 175/125         | | 1800–1849 (ca.)   |       |
| Wohnhaus, Zum Hornbühl 10 · Scheune, Zum Hornbühl 10                  | Hakenhof mit Wohnhaus              | Betziesdorf, Zum Hornbühl 10 LageFlur: 12, Flurstück: 24/4           | | 1866–1899 (ca.)   |       |
| weitere Bilder                                                        | Hainmühle                          | Betziesdorf, Hainmühle (o. Nr.) LageFlur: 8, Flurstück: 186          | erste Erwähnung 1555. Der älteste heute erhaltene Gebäudestand geht bis auf 1730 zurück. 1905 Einbau einer Turbine. 1961 Einstellung des Mühlenbetriebes. Wirtschaftsgebäude des Hofes aus dem 19. u. 20. Jh. | 1555 (ab)         |       |
| weitere Bilder                                                        | Ohmbrücke                          | Betziesdorf, Hainmühle (o.Nr.) LageFlur: 8, Flurstück: 185           | Sanierung 1989 | 1892              |       |